# Charaxes numenes
Espèce
 Charaxes numenes  est un lépidoptère appartenant à la famille des Nymphalidae, à la sous-famille des  Charaxinae et au genre Charaxes.

## Description

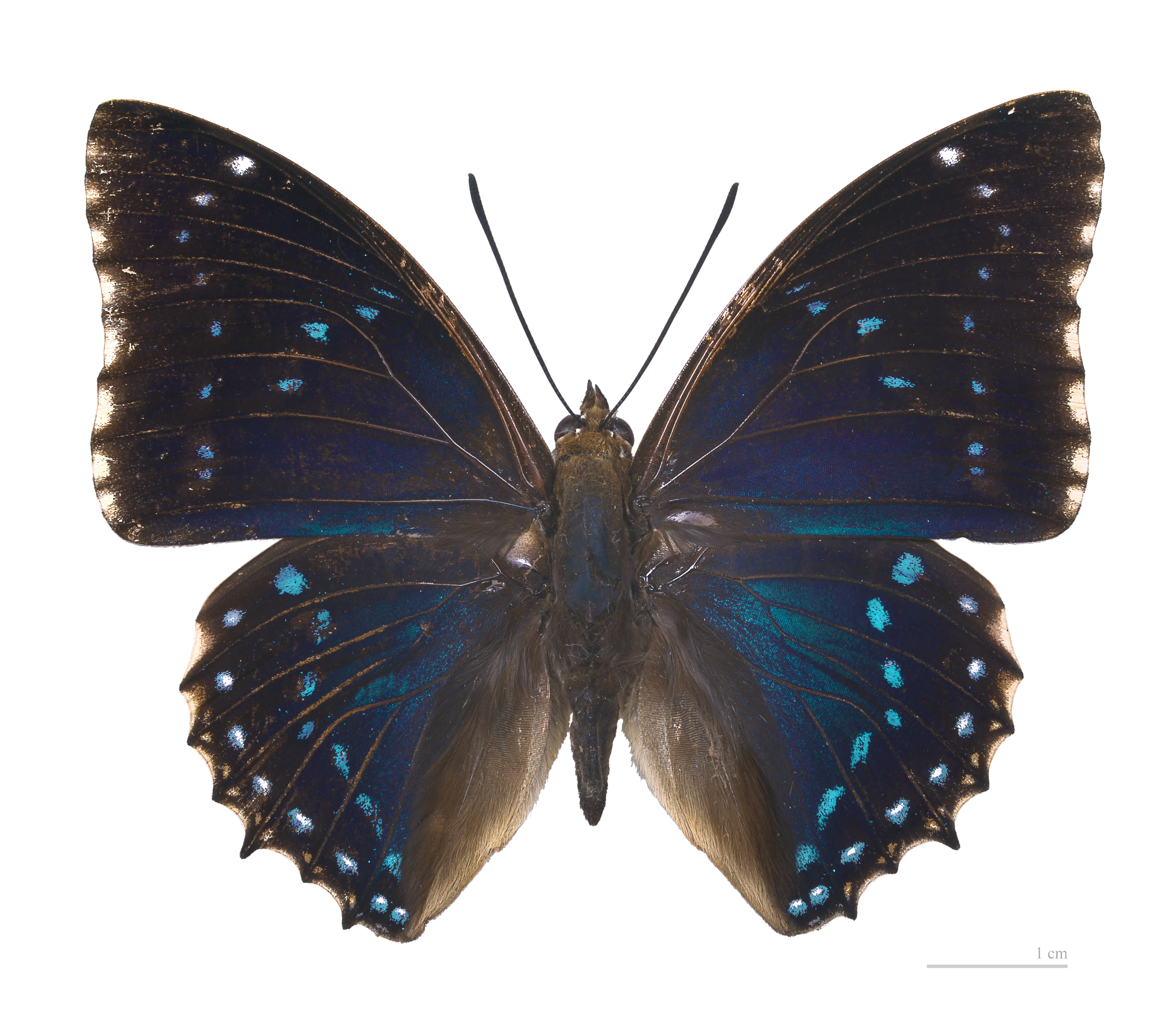
♂ face dorsal
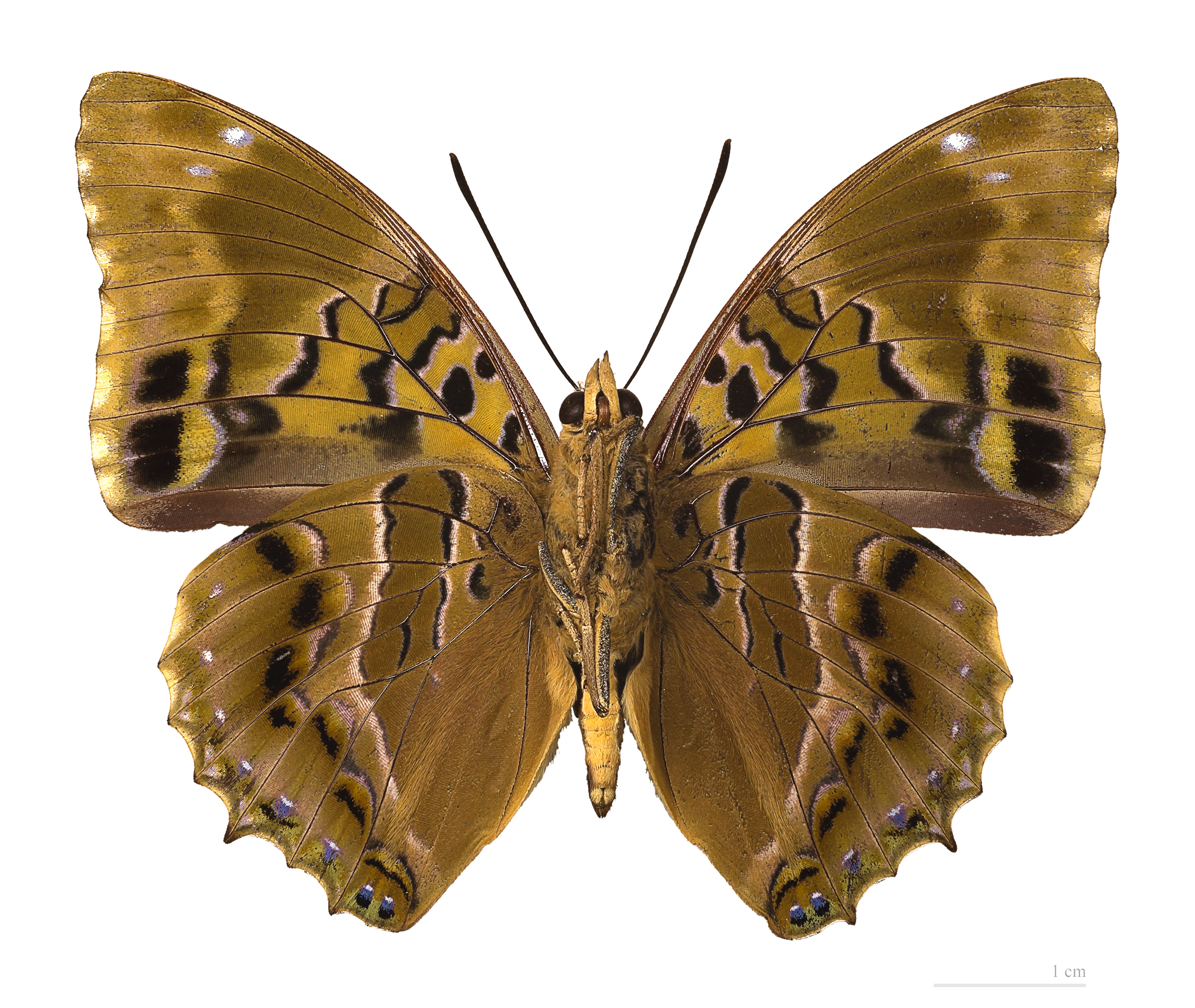
♂ △ face ventrale
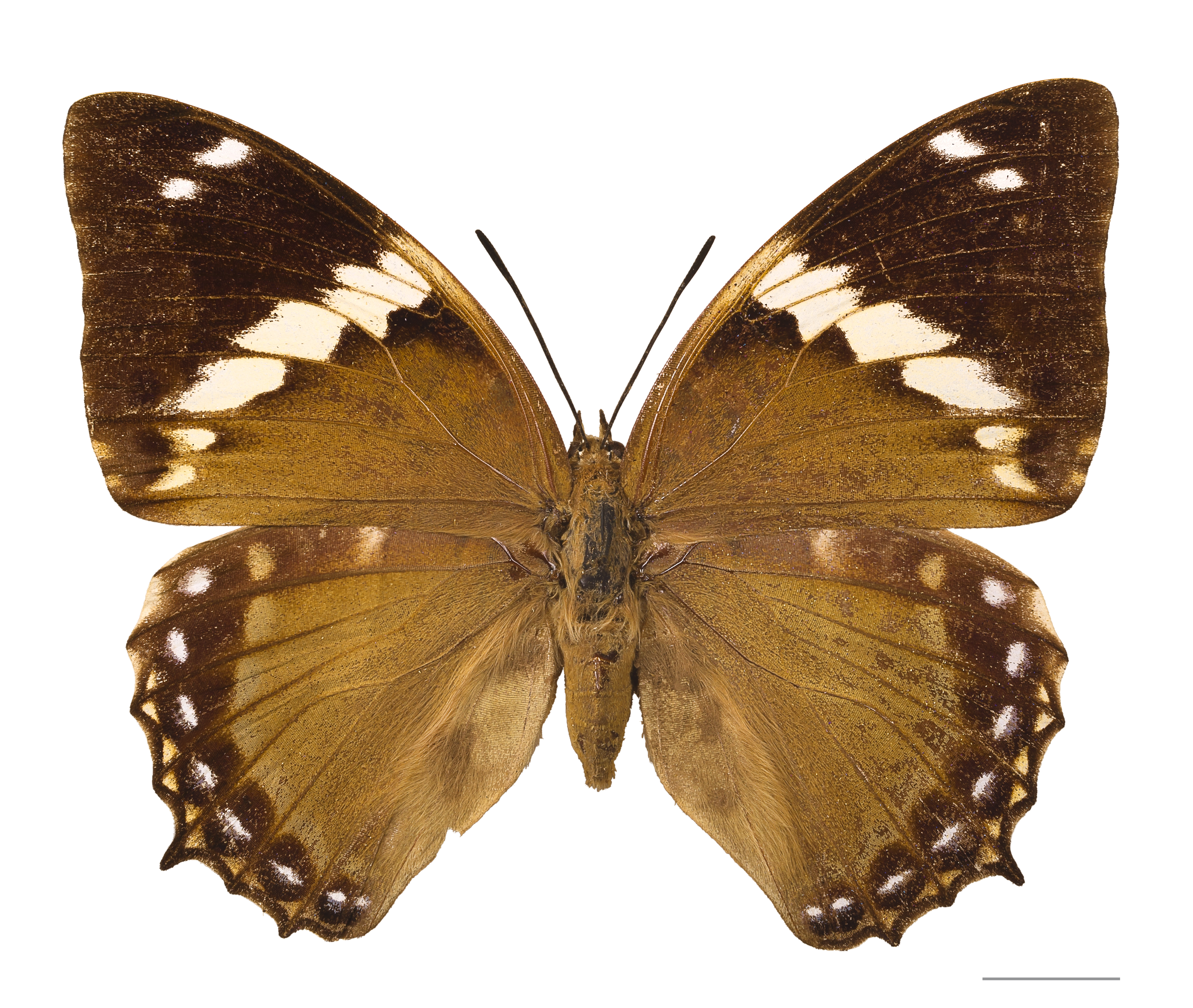
♀ face dorsal
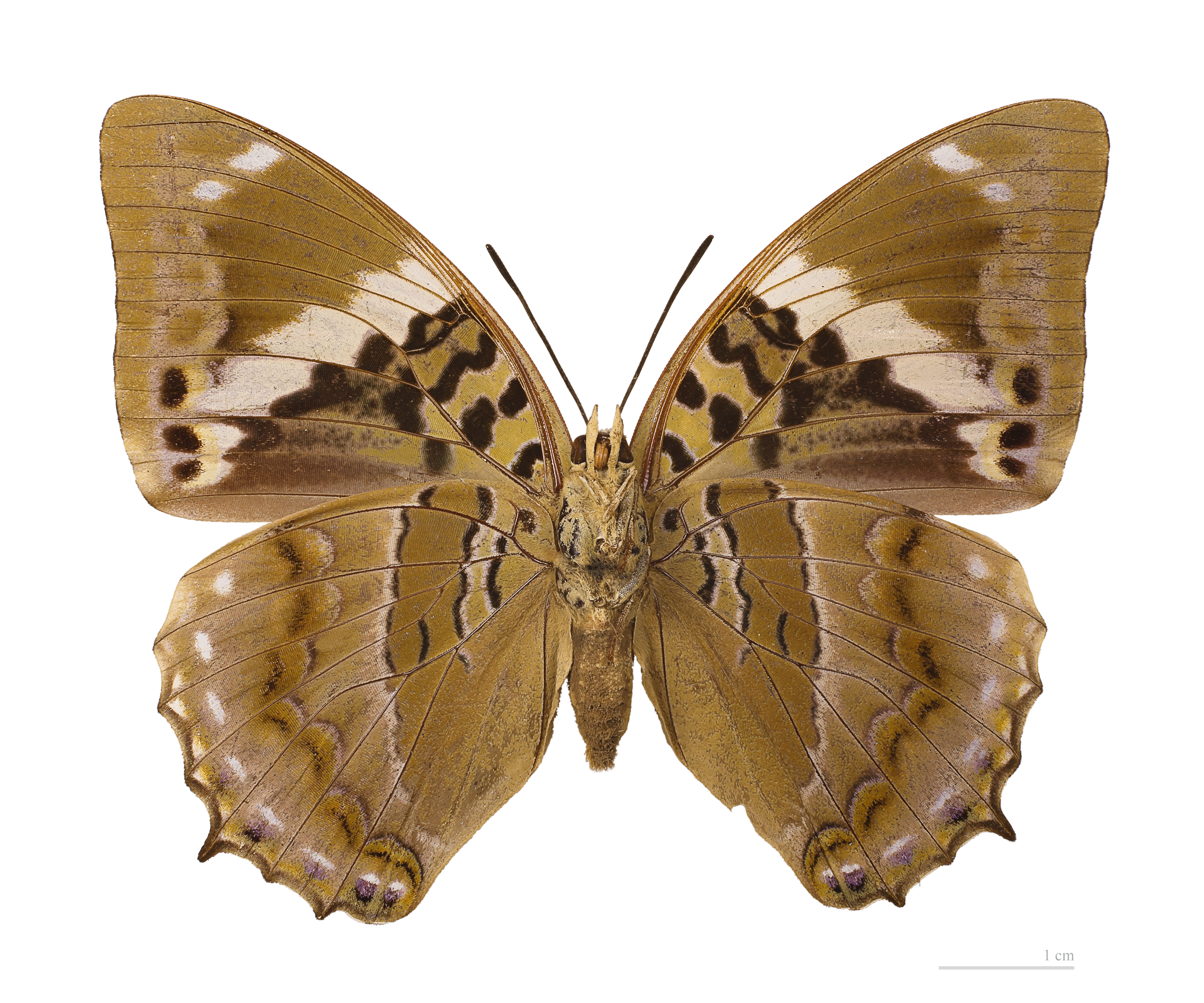
♀ △ face ventrale

Charaxes numenes est un grand papillon d’un beau noir à reflets bleu métallique chez le mâle.
Le dimorphisme sexuel est fort, la femelle est plus grande que le mâle en moyenne 75,4 mm pour le mâle contre 89,6 mm pour la femelle

## Biologie

### Plantes hôtes
Hugonia platysepala, Grewia sp. , Allophylus sp..

## Écologie et distribution
Présente en Afrique centrale :Ouganda, Centrafrique, Congo, et en Afrique de l’Est : Kenya, Tanzanie ; en Afrique de l’Ouest : Ghana, Sierra Leone.

### Biotope
Il réside en lisière de forêt.

## Systématique
Charaxes numenes  a été décrit par le naturaliste anglais William Chapman Hewitson, en 1865 sous le nom de Nymphalis numenes.

### Synonymie
- Nymphalis numenes Protonyme

### Liste des sous-espèces
Il existe quatre sous-espèces :
- Charaxes numenes numenes (Hewitson, 1859)
- Charaxes numenes aequatorialis(van Someren, 1972) [4]

Synonymie pour cette sous-espèce
Charaxes albimaculatus
- Charaxes numenes neumanni 'Rothschild, 1902)
- Charaxes numenes malabo (Turlin, 1998)